# Domenica Ercolani
Domenica Ercolani, vedova Rupalti (Urbino, 3 luglio 1910 – Pesaro, 17 novembre 2023), è stata una supercentenaria italiana di 113 anni e 137 giorni, Decana d'Italia dal 7 maggio 2022 al 17 novembre 2023.

## Biografia
Domenica Ercolani nacque il 3 luglio 1910 a Urbino, nelle Marche, per poi trasferirsi a Urbania e quindi a Pesaro. Il 7 maggio 2022, in seguito alla morte della 112enne Angela Tiraboschi, divenne la persona più longeva vivente in Italia, all'età di 111 anni e 308 giorni. Il 3 luglio 2023 compì 113 anni; era dal dicembre 2019, dalla morte di Anna Benericetti, che tra le persone di origine italiana (residenti in Italia o emigrate) non si registravano 113enni. Negli ultimi tempi era ancora in buone condizioni di salute, non dovendo assumere medicine se non alcune gocce per dormire.
È morta nella sua abitazione il 17 novembre 2023, cedendo il titolo di decana d'italia alla 113enne di Faenza Claudia Baccarini.